# Nell (film)
Pour les articles homonymes, voir Nell.
Pour plus de détails, voir Fiche technique et Distribution.
Nell est un drame psychologique américain, produit par William Nicholson et réalisé par Michael Apted, sorti en 1994.
Librement adapté de la pièce Idioglossia (en), écrite par Mark Handley, il raconte l'histoire de Nell Kellty, une jeune femme qui affronte le monde extérieur pour la première fois après avoir été élevée par sa mère dans une cabane isolée.
Le scénario de Nell s'inspire de l'époque où le dramaturge vivait dans la chaîne des Cascades, dans les années 1970, et de l'histoire de Poto et Cabengo, des jumelles qui ont créé leur propre langage. 

## Synopsis
Alors que le docteur Lowell (Liam Neeson) vient constater le décès d'une femme âgée, vivant recluse dans une forêt de Caroline du Nord, il découvre qu'elle a une fille nommée Nell (Jodie Foster). Cette dernière, qui manque de socialisation, a été élevée dans la crainte des hommes, et parle une langue incompréhensible pour les autres. Cependant, âgée d'une vingtaine d'années, elle ne connaît rien du monde extérieur, mis à part les bois qui entourent sa cabane. Lowell, ne sachant pas trop quoi faire d'elle, sollicite l'aide d'une psychologue, Paula Olsen (Natasha Richardson). Celle-ci parle d'un internement, mais Lowell fait tout pour l'empêcher.

## Fiche technique
Sauf indication contraire, les informations mentionnées dans cette section peuvent être confirmées par la base de données cinématographiques IMDb,  présente dans la section « Liens externes ».
- Titre : Nell
- Réalisation : Michael Apted
- Scénario : Mark Handley et William Nicholson
- Direction artistique : Tim Galvin
- Décors : Jon Hutman
- Costumes : Susan Lyall
- Photographie : Dante Spinotti
- Montage : Jim Clark
- Musique : Mark Isham
- Production : Jodie Foster et Renée Missel
- Sociétés de production : 20th Century Fox, Egg Pictures, PolyGram Filmed Entertainment
- Sociétés de distribution[2] : 
  - États-Unis : 20th Century Fox, Ascot Elite Entertainment Group, Pan Européenne Distribution, Fox Video, HBO Max
- Société d'effets spéciaux : East Coast Films
- Budget de production : 31 000 000 $
- Pays de production :  États-Unis
- Langue : anglais
- Genre : drame psychologique
- Durée : 113 minutes
- Dates de sortie[3] :
  - États-Unis : 14 décembre 1994 (New York) ; 23 décembre 1994 (sortie nationale)
  - France : 22 février 1995
- Tous publics lors de sa sortie en salles en France[4].

## Distribution
Légende : Version Québécoise = VQ
- Jodie Foster (VQ : elle-même) : Nell Kellty
- Liam Neeson (VQ : Éric Gaudry) : Dr Jérôme « Jerry » Lovell
- Natasha Richardson (VQ : Élise Bertrand) : Dr Paula Olsen
- Richard Libertini (VQ : Ronald France) : Dr Alexander « Al » Paley
- Nick Searcy (VQ : Pascal Gruselle) : Sheriff Todd Peterson
- Jeremy Davies (VF : Luc Mitéran ; VQ : Olivier Fontaine) : Billy Fisher
- Robin Mullins (VQ : Violette Chauveau) : Mary Peterson
- O'Neal Compton : Don Fontana
- Sean Bridgers : Mike Ibarra
- Joe Inscoe : le juge
- Heather M. Bomba & Marianne E. Bomba : les jumelles
- Stephanie Dawn Wood : Ruthie Lovell
- Nicole Adair : enfant autiste
- Marlon Jackson : infirmier

## Accueil
Nell a reçu un accueil critique mitigé qui fustige la qualité du scénario mais fait l'éloge de la performance de Jodie Foster et du choix des acteurs pour le film. Le film a recueilli 55 % de critiques positives, avec une note moyenne de 5,5/10 et sur la base de 33 critiques collectées, sur le site agrégateur de critiques Rotten Tomatoes, soulignant que « malgré une performance engagée de Jodie Foster, Nell opte pour un mélodrame pesant au lieu de s'engager dans les dilemmes éthiques de la socialisation de son enfant sauvage titulaire ».
Il a également obtenu une note favorable de 60/100, sur la base de 17 commentaires collectées, ce qui lui permet d'obtenir le label « Avis mitigés ou moyens » sur Metacritic.

« Malgré toute sa brillance technique, même la performance intense et accomplie de Mme Foster dans le rôle principal ne surprend pas beaucoup. L'histoire de l'enfant sauvage de Nell se déroule de manière inattendue et prévisible, s'accrochant farouchement à la pensée banale selon laquelle l'innocence de Nell la rend plus pure que quiconque dans l'histoire. […] Nell elle-même, rendue trop théâtrale pour sembler authentiquement sauvage, en révèle plus sur la grande compétence de Mme Foster que sur la condition humaine. Avec la beauté austère et lumineuse d'une femme sur une photographie de Walker Evans, Mme Foster se déplace dans Nell avec une intensité qui devait être plus intransigeante. »

— Janet Maslin, The New York Times.

« Nell est un film efficace, et émouvant. C'est en grande partie à cause de l'étrange beauté de la performance de Jodie Foster en tant que Nell et de la chaleur de la performance de Liam Neeson, dans le rôle du médecin qui se retrouve en quelque sorte responsable d'elle. »

— Roger Ebert, Chicago Sun-Times.

« […] Nell est une invitation au retour aux sources, une initiation à la beauté du monde, à travers le regard d'un être pur. […] Elle seule semble encore porter un regard authentique sur l'univers, sur la nature, sur les hommes, parce qu'elle affronte la réalité en face, de tout son cœur, de tous ses sens. Elle va insuffler cette liberté et cette sérénité qui la transportent à ceux qui l'observent, et les affranchir de leurs a priori et de leurs préjugés. […] Le film s'appuie à la base sur un schéma intellectuel très précis - un médecin et une psychologue cherchent à catégoriser, à analyser, voire à détruire un «mystère» - et déclenche un torrent d'émotion. […] Lorsqu'il s'inscrit dans une structure littéraire subtile. »

— Gilles Médioni, L'Express.

## Distinctions
- Entre 1995 et 1996, Nell a été sélectionné onze fois dans diverses catégories et a remporté cinq récompenses[12].

| Année | Cérémonie          | Prix                                                                        | Lauréat      |
| ----- | ------------------ | --------------------------------------------------------------------------- | ------------ |
| 1995  | CFCA               | Nomination au CFCA de la meilleure actrice                                  | Jodie Foster |
| 1995  | DFWFCA             | Lauréate du DFWFCA de la meilleure actrice                                  | Jodie Foster |
| 1995  | David di Donatello | Lauréate du David di Donatello de la meilleure actrice étrangère            | Jodie Foster |
| 1995  | Golden Globes      | Nomination au Golden Globe du meilleur film dramatique                      | Nell         |
| 1995  | Golden Globes      | Nomination au Golden Globe de la meilleure actrice dans un film dramatique  | Jodie Foster |
| 1995  | Golden Globes      | Nomination au Golden Globe de la meilleure musique de film                  | Mark Isham   |
| 1995  | Oscars             | Nomination à l'Oscar de la meilleure actrice                                | Jodie Foster |
| 1995  | MTV Movie & TV     | Nomination au MTV Movie & TV Award de la meilleure performance dans un film | Jodie Foster |
| 1995  | SAG                | Lauréate du Screen Actors Guild Award de la meilleure actrice               | Jodie Foster |
| 1995  | SEFCA              | Lauréate du Southeastern Film Critics Association de la meilleure actrice   | Jodie Foster |
| 1996  | Goldene Kamera     | Lauréate du Goldene Kamera de la meilleure actrice internationale           | Jodie Foster |